# Gustavo González Jure
Gustavo Adolfo González Jure (Santiago, 25 de mayo de 1955) es un abogado y ex policía chileno. Fue general director de Carabineros de Chile entre 2011 y 2015.

## Biografía
González es hijo del general Gustavo González Lagos y Cristina Jure Geisse.

## Formación académica
Realizó sus estudios secundarios en el Internado Nacional Barros Arana y universitarios en una Licenciatura en Ciencias Jurídicas y Sociales en la Universidad de Chile. El 26 de septiembre de 1988 juró como abogado ante la Corte Suprema de Chile.
Es además Oficial Graduado de la Academia de Ciencias Policiales de Carabineros. Posee un posgrado en Derecho, Política y Criminología en la Especialidad de Derecho Procesal en la Universidad de Salamanca de España.
Posee la categoría de Profesor de Derecho Procesal Penal.

## Carrera policial
En 1974 ingresó a la Escuela de Carabineros, egresando al año siguiente como Subteniente de Orden y Seguridad. Fue destinado inicialmente como oficial operativo en la 19.ª Comisaría Providencia; luego en la 13.ª Comisaría La Granja, la 17.ª Comisaría Las Condes y la 41.ª Comisaría La Pintana.
El año 1989 inicia sus estudios en el entonces Instituto Superior de Ciencias Policiales de Carabineros de Chile (hoy Academia de Ciencias Policiales), para posteriormente obtener el título de Oficial Graduado a fines del año 1990. Seguidamente se integró como asesor del Departamento de Planificación Estratégica, de la Dirección de Planificación y Desarrollo de la Policía Uniformada.
Luego ya como Coronel asumió la Dirección de la Academia de Ciencias Policiales. En el marco de la reforma procesal penal en Chile, asume como Jefe del Departamento Reforma Procesal Penal, de manera de guiar a Carabineros de Chile en la introducción en estas materias.
Ascendió al grado de General en noviembre del año 2003, asumiendo la Dirección de Investigación Delictual y Drogas, organismo dependiente de la Dirección Nacional de Orden y Seguridad de Carabineros.
Fue investido como General Inspector en diciembre de 2005, tomando las riendas de la Dirección Nacional de Personal, ello hasta el año 2008, año en que fallece en Panamá el General Director en funciones José Bernales Ramírez, pasando a comandar la Subdirección General de la Institución en carácter de subrogante el día 29 de mayo y la titularidad de la plaza el día 6 de junio del mismo año.

### Ascenso a General Director

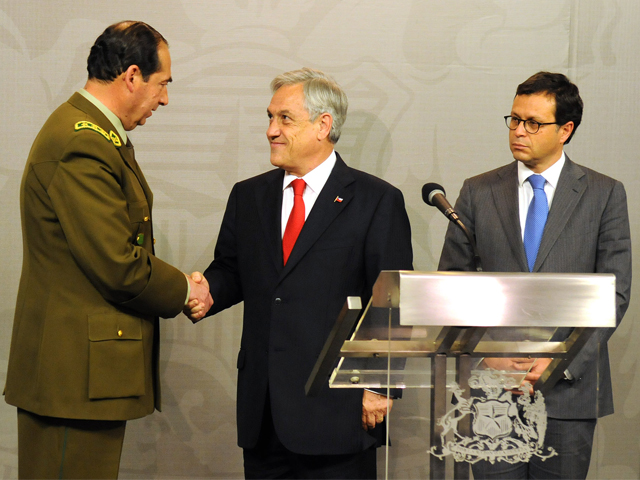
El Presidente Sebastián Piñera junto al Ministro del Interior Rodrigo Hinzpeter al presentar al general González Jure como nuevo General Director de Carabineros.

El 2 de septiembre de 2011, acaece la renuncia del General Director Eduardo Gordon, luego de una serie de cuestionamientos. Asumió como subrogante en esta alta jefatura. Por mandato del Gobierno, el día jueves 15 de septiembre del mismo año, asumió como General Director titular.
El General González culminó su mandato constitucional, el día martes 8 de septiembre de 2015, día en que hizo entrega del mando institucional al nuevo General Director, Bruno Villalobos Krumm.

### Historial Militar
Su historial de ascensos en Carabineros de Chile es el siguiente:
- 1974: Escuela de Carabineros de Chile
- 1976: Subteniente
- 1980: Teniente
- 1985: Capitán
- 1990: Mayor
- 1995: Teniente coronel
- 2000: Coronel
- 2003: General de Zona
- 2005: General inspector
- 2011: General director

## Causa judicial
En octubre de 2021, González Jure fue formalizado por los delitos de malversación de gastos reservados y falsificación de instrumento público. Según la fiscalía, se apropió de $123 740 000 y $4000 dólares provenientes de gastos reservados. La investigación penal también incluye a los exgenerales Eduardo Gordon y Bruno Villalobos, así como la exsubsecretaria de Carabineros Javiera Blanco. El Séptimo Juzgado de Garantía de Santiago decretó la prisión preventiva de González Jure como medida cautelar, decisión que fue confirmada por la Corte de Apelaciones de Santiago.

## Publicaciones
- Interpretación del Estatuto del Personal de Carabineros de Chile. (D.F.L. de Carabineros).
- Reforma Procesal Penal, el Ministerio Público, el Juicio Oral. Su incidencia en las funciones policiales.

## Condecoraciones
- "Presidente de la República", en el grado de "Collar de la Gran Cruz", por su designación como General Director de Carabineros.
- "Alguacil Mayor Juan Gómez de Almagro", en el grado de "Alguacil Ilustre", por su designación como General Director de Carabineros.
- "Gran Cruz al Honor Carabineros de Chile", por haber cumplido 40 años de servicio en la Institución.
- "Gran Cruz al Mérito Carabineros de Chile", por haber cumplido 30 años en la Institución.
- "Presidente de la República", en el grado de "Gran Oficial", por haber ascendido al grado de General de Carabineros.
- "Alguacil Mayor Juan Gómez de Almagro", en el grado de "Alguacil Mayor", por haber alcanzado su actual condición de mando, como General de Carabineros.
- "Cruz al Mérito Carabineros de Chile", por haber cumplido 20 años en la Institución.
- "Aviación Militar Chilena".
- "Cruz Ejército Bicentenario de Chile".
- Escudo de la Policía Nacional de Ecuador.
- Al Mérito Internacional de los Estados Unidos Mexicanos.
- Gran Cruz de la Orden del Mérito de la Guardia Civil de España.

## Medallas
- "Academia de Ciencias Policiales", por haber aprobado el curso correspondiente al bienio 1989-1990, efectuado en la Academia de Ciencias Policiales.
- Servicios Distinguidos, Clase Excepcional Policía Nacional Colombia.
- Mérito de las Fuerzas Armadas Turcas.